# Irasburg
Irasburg är en kommun (town) i Orleans County i delstaten Vermont, USA. År 2000 hade Irasburg cirka 1 077 invånare. Den har enligt United States Census Bureau en area på totalt 105,1 km², varav 0,2 km² är vatten. Staden grundades 1781. 